# Nedskräpning

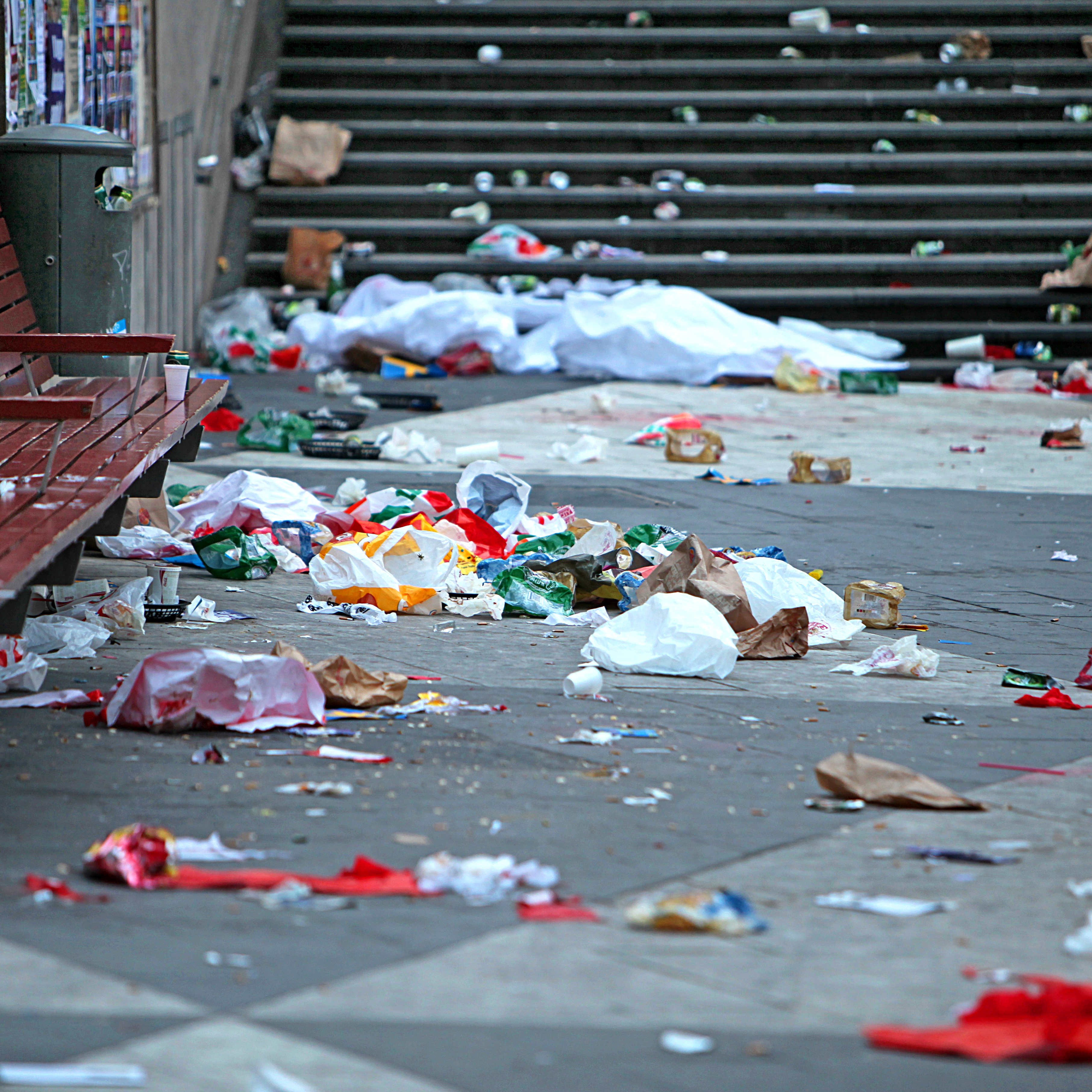
Nedskräpning på Sergels torg i Stockholm 2009.

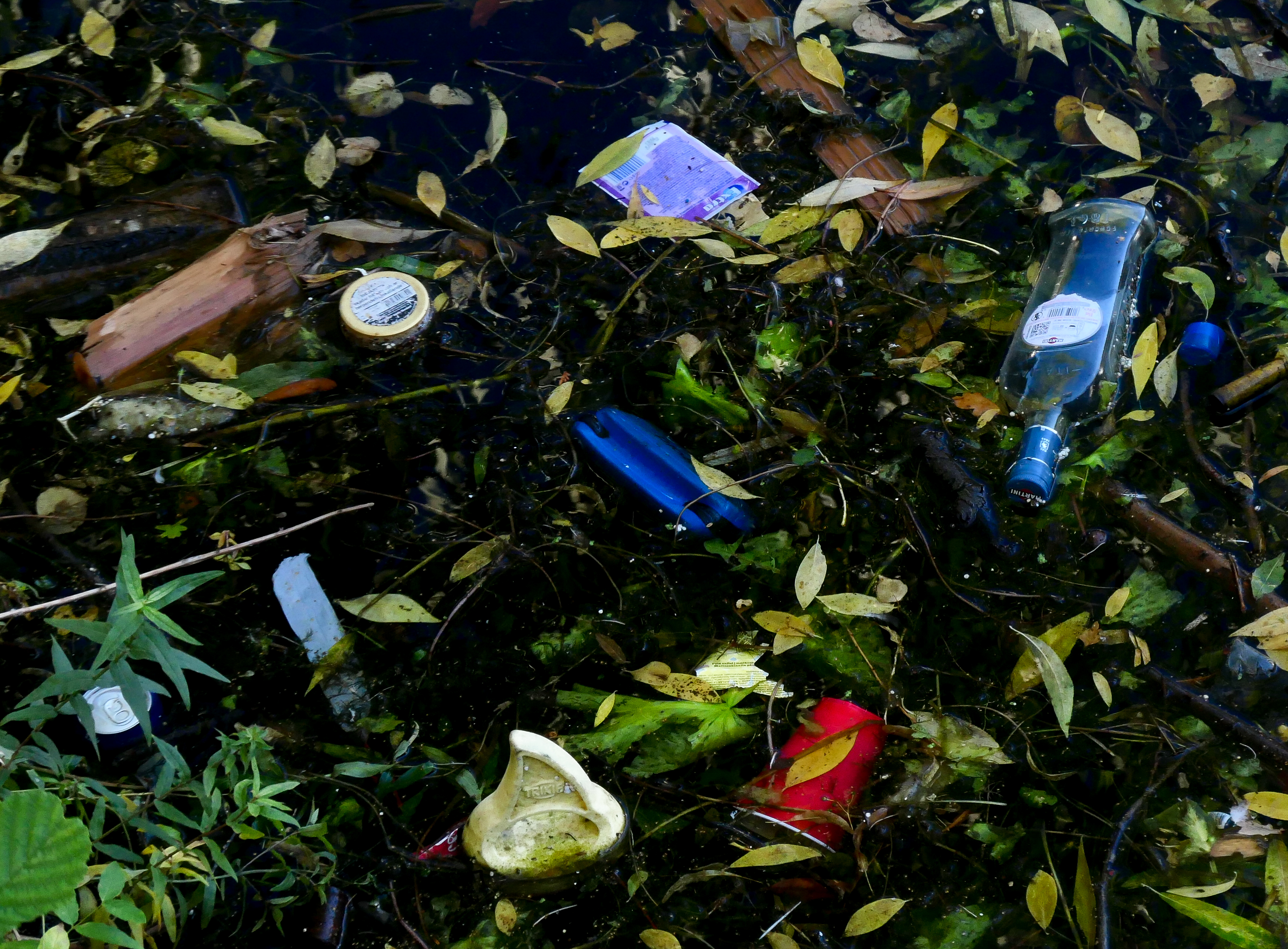
Nedskräpning i Klara sjö i centrala Stockholm hösten 2022.

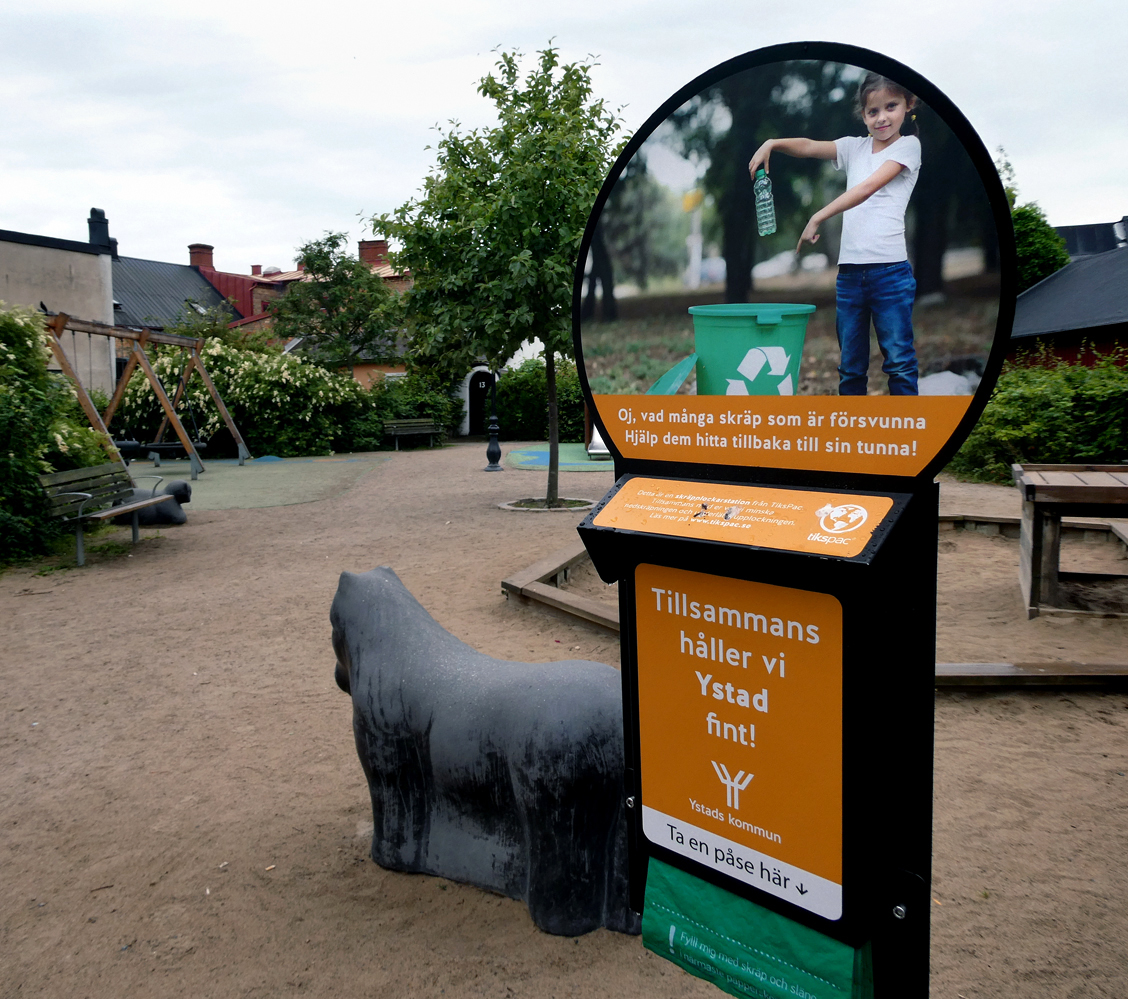
Hållare för avfallspåsar på en lekplats i centrala Ystad 2020, ett initiativ av kommunen för att stävja nedskräpning på allmän plats.

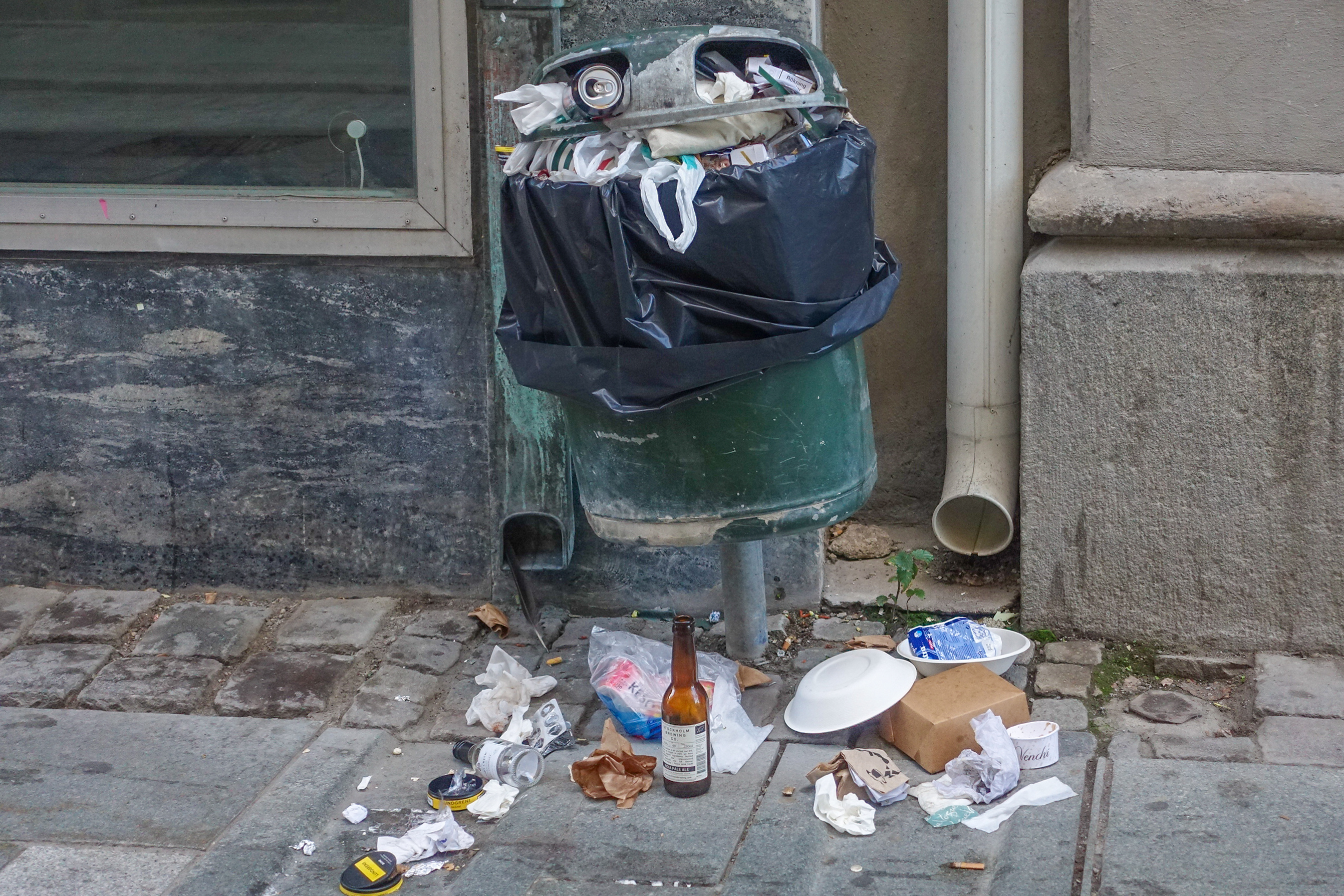
Nedskräpning på en gata i Sverige 2018.

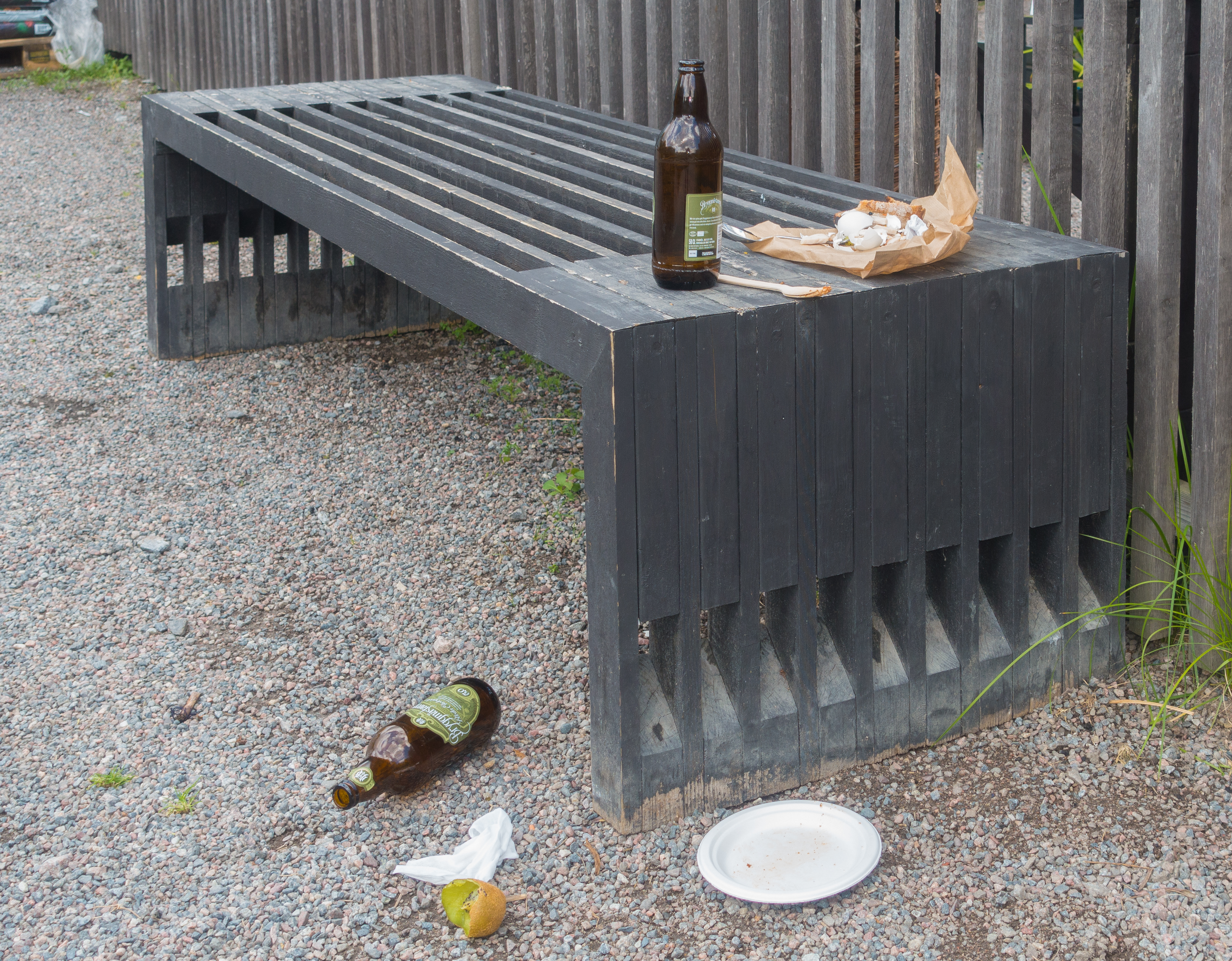
Nedskräpning i Rosendals trädgård 2020.

Nedskräpning är när man med uppsåt eller av oaktsamhet kastar eller lämnar avfall på en plats som inte är avsedd för det, typiskt längs vägar, på torg och i parker, men även i marina miljöer såsom hav och sjöar. I flera länder, exempelvis i Sverige, Tyskland och Schweiz, är det ett brott som kan medföra böter eller fängelse vid grövre överträdelser. I Tyskland och Tunisien kan nedskräpning ge fängelse i max tre år.

## Nedskräpning i olika länder

### Sverige
I Sverige är nedskräpning som till exempel att dumpa bilbatterier, kylskåp, förpackningar som innehåller tändvätska, färg eller annat miljöfarligt avfall i naturen ett brott mot miljöbalken som kan ge böter eller fängelse i upp till ett år. Även nedskräpning med burkar, dryckesförpackningar, engångsgrillar, plastflaskor, pizzakartong och snabbmatsförpackningar och dylikt är straffbart med böter; ordningsbot på plats kan utfärdas om 800 kronor från och med 10 juli 2011. Det gäller även för cigarettfimpar, bussbiljetter, tuggummin och godispapper med från och med 1 januari 2022. En månad efter lagändringen 2011 besvarade 230 av landets 290 kommuner en enkät enligt vars resultat nio av tio kommuner inte märkte någon effekt av den nya lagen och en tredjedel av länspolismyndigheterna inte hade utdelat en enda skräpbot. Ett år efter lagens införande verkade den fortfarande inte ha någon större effekt. Den 30 juni 2012 hade totalt 398 ordningsböter utfärdats.
Tobaksrelaterade produkter som cigarettfimpar, cellofanpapper och cigarrettpaket utgör nästan hälften av allt skräp i svenska stadsmiljöer, men endast 7% av svenskarna rökte dagligen år 2020). Den genomsnittlige svenska rökaren slänger 1,7 fimpar på marken per dag. 23% uppger att de skulle fortsätta fimpa på marken trots att de visste att fimpen skadar miljön.
Ploggning, som innebär att man plockar skräp samtidigt som man joggar, blev en trend i Sverige 2016 och har spridit sig till ett flertal andra länder i världen.

## Skräp på land

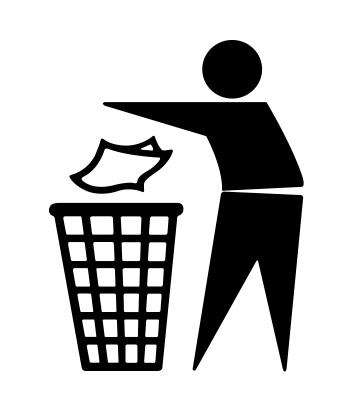
Tidyman den internationella symbolen för att inte skräpa ned.

En studie gjord 2003 i Wien, där det absoluta antalet enskilda nedskräpningsobjekt räknades och inte vikten eller volymen, visade att cigarettfimpar utgör 58,3% av skräpet. Det följdes av plastföremål (11,6%), organiskt avfall (9,8%), papper och kartong (8,8%), glas (7,3%), förpackningar (5,8%) och metall (3,9%). Studien visade också att föremålen som slängs är relativt små (under 15 cm).
Exempel på hur länge olika nedskräpningsmaterial påverkar omgivningen:
- Papper och kartong: 6 månader
- Cigarettfimpar: 2–5 år
- PET-flaskor: 5–10 år
- Plastkassar: 10–30 år
- Tuggummi: 20–25 år
- Styrenplast: 90 år
- Konservburkar: 80–100 år
- Aluminiumburkar: 200–400 år
- Golfbollar: 100–1000 år